# Gerald Gardiner, Baron Gardiner
Gerald Austin Gardiner, Baron Gardiner CH (* 30. Mai 1900 in London; † 7. Januar 1990 ebenda) war ein britischer Jurist, der insbesondere als Lordkanzler umfangreiche Reformen in der britischen Rechtsordnung durchführte.

## Biografie

### Rechtsanwalt und Gegner der Todesstrafe
Nach dem Besuch der Harrow School, wodurch er zu den Old Harrovians gehörte, studierte Gerald Gardiner Rechtswissenschaft am Magdalen College der Universität Oxford und begann nach der anwaltlichen Zulassung 1925 eine Tätigkeit als Rechtsanwalt.
Bereits als solcher trat Gardiner für weitgehende Grund- und Menschenrechte sowie eine Reform des Justizsystems ein. Später wurde er neben Victor Gollancz Co-Vorsitzender der nationalen Kampagne zur Abschaffung der Todesstrafe und veröffentlichte seine Ansichten zu diesem Thema in Capital Punishment as a Deterrent (1956). 1960 gehörte er neben John Mortimer zu den Anwälten des Penguin Verlages in einem Verfahren gegen die Veröffentlichung des von D. H. Lawrence geschriebenen Roman Lady Chatterley aus dem Jahr 1928. Das Verfahren endete damit, dass der Verlag von Strafanzeigen nach dem sogenannten Obscene Publications Act (Gesetz zu obszönen Publikationen) freigesprochen wurde.
1963 wurde er zum Life Peer mit dem Titel Baron Gardiner, of Kittisford in the County of Somerset, in den Adelsstand erhoben und damit auch Mitglied des House of Lords.

### Lordkanzler und Reformen der Rechtsordnung
Nach dem Wahlsieg der Labour Party bei den Wahlen zum Unterhaus 1964 wurde er von Premierminister Harold Wilson zum Lordkanzler ernannt.
Während seiner bis zum Ende von Wilsons Amtszeit im Juni 1970 dauernden Tätigkeit als Lordkanzler setzte er umfangreiche Reformen in der britischen Rechtsordnung durch. 1965 wurde durch das Murder (Abolition of Death Penalty) Act zunächst die Vollstreckung der Todesstrafe für fünf Jahre ausgesetzt und diese Aussetzung bereits 1969 auf unbefristete Zeit verlängert.
Daneben kam es nach der von ihm eingeleiteten Einsetzung der Law Commission zu Reformen bei den Gesetzen zum Schwangerschaftsabbruch durch das Abortion Act 1967, das eine weite sozialmedizinische Indikationenregelung umfasste, sowie zur Homosexualität.
1965 ernannte er darüber hinaus mit Elizabeth Lane die erste Richterin am High Court of Justice und führte eine verpflichtende Rechtsfortbildung für Friedensrichter ein.
Nach der Wahlniederlage der Labour Party gegen die Conservative Party bei den Unterhauswahlen 1970 trat er als Lordkanzler zurück.
1973 wurde er Kanzler der 1969 gegründeten Open University in Milton Keynes und behielt dieses Amt bis 1978.